# Home for Christmas ('N Sync)
Home for Christmas è il secondo album della boy band statunitense NSYNC pubblicato il 10 novembre 1998, e contenente alcuni classici dei canti natalizi riarrangiati in chiave pop, oltre che l'inedito Merry Christmas, Happy Holidays, pubblicato come singolo.

## Tracce
1. Home For Christmas – 4:28 (Gary Haase, Rozz Morehead)
2. Under My Tree – 4:32 (Shelley Peiken, Guy Roche)
3. I Never Knew The Meaning Of Christmas – 4:45 (Carl Sturken, Evan Rogers)
4. Merry Christmas, Happy Holidays – 4:12 (Veit Renn, JC Chasez, Justin Timberlake)
5. The Christmas Song – 3:16 (Mel Tormé, Robert Wells)
6. I Guess It's Christmas Time – 3:52 (Shelley Peiken, Peter S. Bliss)
7. All I Want Is You This Christmas – 3:43 (Martin Briley, Dana Calitri)
8. The First Noel – 3:28 (Tradizionale)
9. In Love On Christmas – 4:06 (Rory Bennett, Cedric Hailey, Joel Hailey)
10. It's Christmas – 4:29 (Peter Ries, Cherie C. Thomas)
11. O Holy Night – 3:33 (Tradizionale)
12. Love's In Our Hearts On Christmas Day – 3:54 (Gary Haase)
13. The Only Gift – 3:51 (Maria Christensen, Jeff Franzell)
14. Kiss Me At Midnight – 3:28 (Veit Renn, Kenny Lamb)

## Classifiche

### Classifiche settimanali
| Classifiche (1998) | Posizione massima |
| ------------------ | ----------------- |
| Stati Uniti        | 7                 |

### Classifiche di fine anno
| Classifica (1999) | Posizione |
| ----------------- | --------- |
| Stati Uniti       | 58        |